# Funiculaire Écluse – Plan
Le funiculaire Écluse – Plan est un des trois funiculaires des Transports publics neuchâtelois ; il relie le quartier neuchâtelois d'Écluse à celui de Plan. Il est en service depuis le 27 octobre 1890 et c'est le plus ancien des funiculaires de la ville.

## Technique
Il a toujours comporté deux voitures, l'avalante faisant contrepoids pour tracter plus facilement la montante. À l'origine, c'est un funiculaire à contrepoids d'eau équipé d'une crémaillère de type Riggenbach pour le frein de secours, l'installation a été modernisée en 1907, avec la mise en service d'une machinerie électrique pour la traction et la suppression de la crémaillère.
L'exploitation est automatisée depuis 1922, et de nos jours les voyageurs demandent l'arrêt aux stations intermédiaires à l'aide d'un bouton-pressoir, à la façon d'un ascenseur.

### Données techniques
- Longueur exploitée : 391 mètres
- Longueur totale : 402 mètres
- Dénivelé : 110 mètres
- Rampe : de 217 à 384 ‰
- Écartement des rails : 1 000 mm
- Vitesse : 4 m/s
- Capacité des voitures : 9 assis, 36 debout
- Puissance machine : 76 kW
- Rénovations : 1907, 1922, 1942, 1975, 1985, 2009
- Constructeurs : Von Roll, CWA